# العلاقات الفلبينية اللاوسية
العلاقات الفلبينية اللاوسية هي العلاقات الثنائية التي تجمع بين الفلبين ولاوس.

## مقارنة بين البلدين
هذه مقارنة عامة ومرجعية للدولتين:
| وجه المقارنة                                              | الفلبين                       | لاوس        |
| --------------------------------------------------------- | ----------------------------- | ----------- |
| المساحة (كم2)                                             | 343.45 ألف                    | 236.80 ألف  |
| عدد السكان (نسمة)                                         | 104.92 مليون                  | 6.86 مليون  |
| الكثافة السكانية (ن./كم²)                                 | 305.49                        | 28.97       |
| العاصمة                                                   | مانيلا                        | فيينتيان    |
| اللغة الرسمية                                             | اللغة الفلبينية، لغة إنجليزية | اللغة اللاو |
| العملة                                                    | بيسو فلبيني                   | كيب لاوي    |
| الناتج المحلي الإجمالي (بليون دولار)                      | 313.60 مليار                  | 16.85 مليار |
| الناتج المحلي الإجمالي (تعادل القوة الشرائية) بليون دولار | 743.90 مليار                  | 38.71 مليار |
| الناتج المحلي الإجمالي الاسمي للفرد دولار أمريكي          | 2.90 ألف                      | 1.82 ألف    |
| الناتج المحلي الإجمالي للفرد دولار أمريكي                 | 7.39 ألف                      |             |
| مؤشر التنمية البشرية                                      | 0.668                         | 0.575       |
| رمز المكالمات الدولي                                      | +63                           | +856        |
| رمز الإنترنت                                              | .ph                           | .la         |
| المنطقة الزمنية                                           | توقيت الفلبين                 | ت ع م+07:00 |

## منظمات دولية مشتركة
يشترك البلدان في عضوية مجموعة من المنظمات الدولية، منها:
| علم المنظمة | اسم المنظمة                        | تاريخ انضمام الفلبين | تاريخ انضمام لاوس |
| ----------- | ---------------------------------- | -------------------- | ----------------- |
|             | بنك التنمية الآسيوي                | 1966                 | 1966              |
|             | مؤسسة التنمية الدولية              | 28 أكتوبر 1960       | 28 أكتوبر 1963    |
|             | يونسكو                             | 21 نوفمبر 1946       | 9 يوليو 1951      |
|             | وكالة ضمان الاستثمار متعدد الأطراف | 8 فبراير 1994        | 5 أبريل 2000      |
|             | الأمم المتحدة                      | 24 أكتوبر 1945       | 14 ديسمبر 1955    |
|             | البنك الدولي للإنشاء والتعمير      | 27 ديسمبر 1945       | 5 يوليو 1961      |
|             | منتدى آسيان الإقليمي ‏              | ?                    | ?                 |
|             | منظمة حظر الأسلحة الكيميائية       | ?                    | ?                 |
|             | مؤسسة التمويل الدولية              | 12 أغسطس 1957        | 29 يناير 1992     |
|             | أسيان                              | 8 أغسطس 1967         | 23 يوليو 1997     |
|             | منظمة الشرطة الجنائية الدولية      | ?                    | ?                 |

## وصلات خارجية
- موقع وزارة الخارجية الفلبينية
- موقع وزارة الخارجية اللاوسية